# Puk Schaufuss
Puk Schaufuss (født 15. september 1943 i København) er en dansk skuespiller.
Hun blev uddannet fra Det kongelige Teaters Elevskole i 1965, hvorpå hun var tilknyttet teatret i 25 år, hvorefter hun har været freelance-skuespiller. Hun har gennem sin karriere fået en lang række roller på scenen – udover på Det kongelige Teater – også på Det Danske Teater og Odense Teater.
Hun har været gift med skuespilleren og entertaineren Preben Uglebjerg, der omkom ved en trafikulykke i 1968; sammen havde de en søn. Siden da har hun giftet sig igen.
Hun er søster til balletdanseren Peter Schaufuss.

## Filmografi
- Der brænder en ild – 1962
- De røde heste – 1968
- Pas på ryggen, professor – 1971
- Slingrevalsen – 1981
- Når engle elsker – 1985
- Negerkys og labre larver – 1987
- Kun en pige – 1995